# Toute une histoire (roman)
Toute une histoire (titre original : Ein weites Feld) est un roman de Günter Grass, publié en 1995. Il a été traduit en français par Claude Porcell et Bernard Lortholary en 1997 et est disponible chez Points-Seuil.
Toute une histoire se veut une peinture exhaustive, épique, ironique et critique de l'histoire allemande et surtout de l'Allemagne réunifiée, traversée par deux personnages hauts en couleur inspirés de Don Quichotte et dont l'un sert de porte-voix à Theodor Fontane qui devient un personnage à la fois réel et fantasmé,. Grass reconnaît le style de Fontane comme modèle pour ce roman mais affirme également avoir voulu donner une relecture de Bouvard et Pécuchet de Gustave Flaubert.

## Récit
Theo Wuttke, surnommé Fonty, petit et trapu, est accompagné de Spitzel Hoftaller, grand et maigre. Le premier, né en 1919, est la réincarnation de Theodor Fontane. Le second n'a pas d'âge défini et est un ancien agent de la police politique. Par sa capacité à traverser les âges, ce couple à la Don Quichotte et Sancho Panza vit plusieurs grandes périodes de l'Histoire : des Hohenzollern aux Première et Seconde Guerre mondiale, en passant par la République de Weimar, la création de la RDA et la construction du mur de Berlin. Ils côtoient Karl Marx, l'idéalisme, le réalisme, le spartakisme, l'hitlérisme, le communisme... D'un œil amusé et acéré, les deux compères livrent leurs observations à Berlin, de 1989 à 1991, sur la Réunification allemande.

## Polémique
La sortie de Toute une histoire provoque une importante controverse, outre-Rhin, car Grass n'hésite pas à y exprimer son scepticisme face à l'évolution de la Réunification et rappelle le traumatisme qu'elle fut pour certains Allemands de l'Est (les Ossies) qu'il juge être les otages du modèle économique libéral des Allemands de l'Ouest (les Wessies),. Le critique Marcel Reich-Ranicki accepte que le Spiegel publie un photomontage où on le voit en train de déchirer le livre avec le titre « L'échec d'un grand écrivain. ». La presse populaire s'insurge aussi contre le romancier : la Bild Zeitung titre « Grass n'aime pas son pays » et dénonce un roman au « style creux » qu'elle estime être « une insulte à la patrie ». L'auteur explique ainsi cette polémique et cet éreintement : « Cette polémique n'avait, en vérité, qu'un but : se débarrasser purement et simplement du livre. […] Cela vient, je crois, de ce que j'ai enfreint un tabou. Alors qu'on a toujours écrit l'histoire du point de vue des vainqueurs, j'ai choisi pour ma part une tout autre perspective, j'ai écrit du point de vue des gens concernés. D'où la surprise des lecteurs populaires, dans les nouveaux Länder, qu'un homme de l'Ouest soit capable de se mettre à leur place. Or, n'est-ce pas là le rôle de l'écrivain ? C'est ce que j'ai toujours fait. ».